# En la cuerda floja (documental)
En la cuerda floja es un documental chileno de 2001, dirigida por Germán Liñero, presentado en 2004 en el Festival Internacional de Documentales de Santiago.

## Argumento
El documental sigue durante tres años, a partir de la primavera de 1998, a un grupo de jóvenes marginales de Santiago de Chile, que ingresando a una Escuela de Circo buscan alejarse de los factores de riesgo a los cuales están vulnerables, tales como la delincuencia y la drogadicción. Mientras algunos logran mantenerse alejados de estos vicios, otros no pueden conseguirlo.